# Публій Канідій Красс
Публій Канідій Красс (лат. Publius Canidius Crassus; ? —30 до н. е.) — військовий та політичний діяч пізньої Римської республіки, консул-суфект 40 року до н.е.

## Життєпис
Про молоді роки немає відомостей. Службу розпочав у війську Гая Цезаря. У 44 році до н.е., після вбивства останнього, підтримав Марка Антонія. У 43 році до н.е. перебував як легат Марка Емілія Лепіда у Нарбонській Галлії. У 41—40 році до н. е. як легат перебував у Цізальпійській Галлії. У 40 році до н. е. при підтримці Марка Антонія став консулом-суфектом разом з Луцієм Корнелієм Бальбом.
У 30-ті роки до н. е. перебрався на Схід до Антонія. Тут у 36 році до н. е. відзначився під час походу проти іберів та албанів. Згодом брав участь у вірменському та парфянському походах Марка Антонія. У 34 році до н. е. очолював римські війська у Вірменії. У 33 році до н. е. призначений намісником до Ефесу, де почав збирати війська для наступу на Октавіана Августа. Підтримав ідею перебування Клеопатри VII при війську.
У 31 році до н. е. командував сухопутними війська Антонія у Македонії та Греції. Напередодні битви при Акціумі зазнав декількох невдач, опинившись у скруті. Після поразки Марка Антонія при Акціумі не зміг прорватися з військами на північ. Незабаром його армія перейшла на бік Октавіана. Канідій Красс втік до Єгипту. Тут у 30 році до н. е. після перемоги Октавіана Канідія був страчений.